# Rugby Rovigo 2004-2005

## Super 10 2004-05

### Stagione regolare
| Incontro                 | Andata | Ritorno |
| ------------------------ | ------ | ------- |
| Calvisano — Rovigo       | 65-3   | 6-22    |
| Rovigo — Parma           | 20-10  | 15-31   |
| GRAN Parma — Rovigo      | 35-19  | 14-37   |
| Rovigo — Benetton        | 19-30  | 7-7     |
| Viadana — Rovigo         | 54-30  | 21-20   |
| Rovigo — Amatori Catania | 23-27  | 24-19   |
| L’Aquila — Rovigo        | 22-22  | 29-45   |
| Petrarca — Rovigo        | 20-22  | 20-20   |
| Rovigo — Leonessa        | 28-19  | 6-44    |

#### Risultati della stagione regolare
| Posizione | G  | V | N | P | PF  | PS  | DP  | B | Pt |
| --------- | -- | - | - | - | --- | --- | --- | - | -- |
| 5ª        | 18 | 7 | 3 | 8 | 382 | 473 | -91 | 4 | 38 |

### Spareggio per l'European Challenge Cup 2005-06
| Incontro       | Risultato |
| -------------- | --------- |
| Rovigo — Parma | 17-20     |

## Coppa Italia 2004-05

### Prima fase
| Incontro          | Risultato |
| ----------------- | --------- |
| L’Aquila — Rovigo | 63-6      |
| Parma — Rovigo    | 57-24     |
| Rovigo — Benetton | 16-20     |
| Rovigo — Leonessa | 27-36     |

#### Risultati della prima fase
| Posizione | G | V | N | P | PF | PS  | DP   | B | Pt |
| --------- | - | - | - | - | -- | --- | ---- | - | -- |
| 5ª        | 4 | 0 | 0 | 4 | 73 | 176 | -103 | 2 | 2  |

## European Challenge Cup 2004-05

### Turno preliminare
| Incontro             | Andata | Ritorno |
| -------------------- | ------ | ------- |
| Rovigo — Montpellier | 7-51   | 3-59    |

## European Shield 2004-05

### Ottavi di finale
| Incontro           | Andata | Ritorno |
| ------------------ | ------ | ------- |
| Rovigo — Worcester | 3-48   | 14-67   |